# 업스트림 (소프트웨어 개발)
업스트림은 소스 코드로 배포되는 소프트웨어의 원래 작성자 또는 유지 보수 관리자에게 전송하는 방향을 말하며, 주로 버그 또는 패치의 자격으로 전송하는 것을 의미한다. 예를 들어, 업스트림으로 전송된 패치는 소프트웨어의 원본 작성자 또는 유지 보수 관리자에게 제공된다.
전송된 내용이 승인될 경우, 작성자나 유지보수 관리자는 즉시 또는 향후 출시에서 소프트웨어에 패치를 포함시킬 것이다. 그러나 거부될 경우, 패치를 제출한 사람은 자신의 제작 소프트웨어 배포를 스스로 유지 보수 관리를 해야한다.
업스트림 개발을 통해 다른 배포판이 향후 출시를 선택할 때 이 배포본의 이점을 활용할 수 있다.
이 용어는 또한 버그와 관련이 있다. 버그에 대한 책임은 배포의 이식 및 통합 노력을 통해 야기되지 않은 경우 업스트림에 있다고 한다.

## 같이 보기
- 다운스트림
- 포크 (소프트웨어 개발)